# (6273) Kiruna
(6273) Kiruna es un asteroide perteneciente al cinturón de asteroides, región del sistema solar que se encuentra entre las órbitas de Marte y Júpiter, descubierto el 1 de marzo de 1992 por el equipo del Uppsala-ESO Survey of Asteroids and Comets desde el Observatorio de La Silla, Chile.

## Designación y nombre
Designado provisionalmente como 1992 ER31. Fue nombrado Kiruna en homenaje a Kiruna, la ciudad más septentrional de Suecia, ubicada al norte del círculo polar ártico en la provincia de Norrbotten, es conocida por su extracción de mineral de hierro desde finales del siglo XIX.

## Características orbitales
Kiruna está situado a una distancia media del Sol de 2,478 ua, pudiendo alejarse hasta 3,092 ua y acercarse hasta 1,865 ua. Su excentricidad es 0,247 y la inclinación orbital 1,676 grados. Emplea 1425,52 días en completar una órbita alrededor del Sol.

## Características físicas
La magnitud absoluta de Kiruna es 14,3. Tiene 6,877 km de diámetro y su albedo se estima en 0,035.